# تيو مولر
تيو مولر (بالألمانية: Theo Müller) (و. 1930 – م) هو عالم نبات، من ألمانيا، ولد في بنجرماسين.

## جوائز
حصل على جوائز منها:
- صليب وسام الاستحقاق من جمهورية ألمانيا الاتحادية
- وسام الاستحقاق لبادن-فورتمبيرغ.